# Guàrdia de la Kenésset
La Guàrdia de la Kenesset (en hebreu: משמר הכנסת, Mishmar HaKnesset) és una organització responsable de la seguretat de la Kenésset i la protecció dels seus membres (diputats). La Guàrdia de la Knesset no és una unitat militar. Els guàrdies estan apostats fora de l'edifici, i els funcionaris civils estan en servei a l'interior. El comandant de la força s'anomena Sergent d'Armes (קצין הכנסת, Katzin Ha-Knesset), literalment, "oficial de la Kenésset"). A més dels seus deures quotidians, la Guàrdia de la Kenésset té un paper cerimonial, saludant a dignataris i participant en la cerimònia anual a la Muntanya Herzl en la nit del Dia de la Independència d'Israel.